# Katarzyna Jankowska (Leichtathletin)
Katarzyna Jankowska (* 14. Januar 1994 als Katarzyna Rutkowska) ist eine polnische Langstreckenläuferin.

## Sportliche Laufbahn
Erste internationale Erfahrungen sammelte Katarzyna Jankowska bei den Crosslauf-Weltmeisterschaften 2013 in Bydgoszcz, bei denen sie in der U20-Wertung nach 20:39 min den 48. Platz belegte. 2018 qualifizierte sie sich über 5000 und 10.000 Meter für die Europameisterschaften in Berlin. Während sie im 5000-Meter-Lauf in 15:41,52 min den elften Platz belegte, konnte sie ihr Rennen über 10.000 Meter nicht beenden. Im Jahr darauf wurde sie bei der Sommer-Universiade in Neapel in 15:57,76 min Fünfte über 5000 Meter.
Von 2016 bis 2018 wurde Jankowska polnische Meisterin im 10.000-Meter-Lauf sowie 2017 auch über 5000 Meter.

## Persönliche Bestleistungen
- 5000 Meter: 15:37,31 min, 14. Juli 2018 in Kortrijk
- 10.000 Meter: 32:31,40 min, 19. Mai 2018 in London